# Anatoli Diàtlov
Anatoli Stepànovitx Diàtlov (Atamànovo, 3 de març de 1931 - Kíev, 13 de desembre de 1995) va ser un enginyer rus, responsable en cap adjunt de la Central Nuclear de Txernòbil. Considerat un dels enginyers amb més experiència de la central, va supervisar la prova de seguretat que va donar lloc a l'accident de 1986, pel qual va ser condemnat a 10 anys en un camp de treball. Va ser alliberat com a part d'una amnistia l'any 1990, morint cinc anys més tard a causa de la radiació rebuda durant l'accident.

## Formació
Diàtlov va néixer el 1931 a Atamanovo, un poble del krai de Krasnoiarsk, en una família de pescadors. Va fugir de casa als 14 anys. Va estudiar al departament d'enginyeria elèctrica de l'Escola Tècnica Minera i Metal·lúrgica de Norilsk, i va treballar tres anys com a electricista abans de ser admès a l'Institut d'Enginyeria i Física de Moscou, on es va graduar el 1959 amb honors. Després de graduar-se, va treballar a les drassanes de Komsomolsk na Amure, al Laboratori 23, on s'instal·laven els reactors nuclears dels submarins soviètics. Allí, en un accident nuclear, Diàtlov va rebre una dosi de radiació de 200 rem (2.0 Sv), una dosi que normalment causa malaltia de radiació lleu,vòmits, diarrea, fatiga i reducció de la resistència a les infeccions. Finalment, es va traslladar a Prípiat el 1973 i va treballar a la Central Nuclear de Txernòbil, que s'estava construint en aquell moment, com a cap adjunt del Reactor 4.

## Accident de Txernòbil
El 26 d'abril de 1986, Diàtlov va supervisar una prova al Reactor 4 de la central nuclear, que va donar lloc al pitjor accident nuclear de la història. Durant l'accident, Diàtlov va ser exposat a una dosi de radiació de 390 rem (3.9 Sv), que causa la mort en el 50% de les persones afectades després de 30 dies, però va sobreviure. Juntament amb Nikolai Fomin i Víktor Briukhànov, Diàtlov va ser jutjat per no seguir les normes de seguretat. El 1987, tots tres van ser declarats culpables d'una violació greu de les normes de seguretat que van conduir a una explosió i van ser condemnats a deu anys de presó. Se li va concedir l'amnistia a finals de 1990.
En la seva defensa, va escriure un article publicat a Nuclear Engineering International el 1991i un llibre en el qual afirmava que el disseny erròni de les centrals, i no el personal que hi treballava, era la causa principal de l'accident. En informes posteriors, es va trobar que Diàtlov havia amenaçat alguns treballadors de la central elèctrica amb baixes laborals si no procedien a la prova d'aquella nit. No obstant això, l'informe del grup assessor de l'Agència Internacional de l'Energia Atòmica de 1992, dona suport a l'avaluació de Diàtlov sobre els defectes de disseny del reactor RBMK, però també critica la manca d'una cultura de seguretat en la indústria nuclear soviètica.

## Sèries i documentals
El 1994, un any abans de morir, va publicar-se un vídeo on Diàtlov era entrevistat i resumia les seves memòries. La figura de Diàtlov va ser interpretada per Igor Slavinskiy a la sèrie Zero Hour: Disaster At Chernobyl (2004), per Roger Alborough al docudrama Surviving Disaster de la BBC (2006), i per Paul Ritter a la minisèrie Sky/HBO Chernobyl (2019).